# Limana
Limana – miejscowość i gmina we Włoszech, w regionie Wenecja Euganejska, w prowincji Belluno.
Według danych na styczeń 2009 gminę zamieszkiwały 4983 osoby przy gęstości zaludnienia 127,1 os./1 km².

## Współpraca
Miejscowość partnerska:
- Walferdange, Luksemburg